# Distrito electoral de Bassett (condado de Rock, Nebraska)
Bassett (en inglés: Bassett Precinct) es un distrito electoral ubicado en el condado de Rock en el estado estadounidense de Nebraska. En el Censo de 2010 tenía una población de 903 habitantes y una densidad poblacional de 6,4 personas por km².

## Geografía
Bassett se encuentra ubicado en las coordenadas 42°35′13″N 99°32′20″O / 42.58694, -99.53889. Según la Oficina del Censo de los Estados Unidos, Bassett tiene una superficie total de 141.06 km², de la cual 140.96 km² corresponden a tierra firme y (0.07%) 0.1 km² es agua.

## Demografía
Según el censo de 2010, había 903 personas residiendo en Bassett. La densidad de población era de 6,4 hab./km². De los 903 habitantes, Bassett estaba compuesto por el 98.01% blancos, el 0.78% eran amerindios, el 0.22% eran asiáticos, el 0.44% eran de otras razas y el 0.55% pertenecían a dos o más razas. Del total de la población el 0.11% eran hispanos o latinos de cualquier raza.